# Пещерный человек (фильм, 1981)
«Пещерный человек» (англ. Caveman) — комедия 1981 года. В фильме снялись Ринго Старр, его будущая жена Барбара Бах, с которой он познакомился на съёмочной площадке, а также Шелли Лонг и Деннис Куэйд. Съёмки велись на территории Мексики.

## Сюжет
Действие происходит «9 октября, один зиллион лет до нашей эры» («One Zillion BC — October 9th»). Дата выбрана не случайно — она совпадает с датой рождения Джона Леннона. Атук — изгой в своём племени, постоянно подвергающийся насмешкам и издевательствам. Он влюблён без взаимности в Лану, подругу брутального вождя племени Тонды, который издевается над Атуком и подстрекает остальных членов племени быть задирами, как сам этот вождь Тонда. Изгнанный вместе с другом Ларом, Атук набредает на группу таких же неудачников, среди которых — миловидная Тала и слепой старик Гог. Группа сталкивается с голодными динозаврами, спасает Лара от «наступающего ледникового периода», встречаясь при этом со снежным человеком. В ходе своих приключений они открывают наркотики, огонь, варку пищи, музыку и военные доспехи, включая первобытные оружия.  Используя эти достижения, Атук нападает на племя Тонды, свергает самого Тонду и становится новым вождём. Лану, которая пытается примазаться к новому вождю, он сбрасывает в кучу динозавровых фекалий и берёт в подруги Талу, после чего, как гласят финальные титры, «они жили долго и счастливо».

## В ролях
- Ринго Старр — Атук
- Деннис Куэйд — Лар
- Шелли Лонг — Тала
- Джек Гилфорд — Гог
- Барбара Бах — Лана
- Эван Ким — Нук
- Карл Ламбли — Борк
- Джон Матушак — Тонда
- Эвери Шрайбер — Ок
- Ричард Молл — Снежный человек

## «Пещерный язык»
Почти весь фильм идёт на «пещерном языке»:
- «пука» — вон, выгнать, бросить
- «ул» — еда
- «заг-заг» — секс
- «крака» — огонь
- «мача» — динозавр
- «бобо» — друг
- «ах» — нравиться
- «алуна» — любить

Единственный в фильме диалог на современном английском языке вставлен для комического эффекта — говорящего никто не понимает.